# Рододендрон камчатский
Рододе́ндрон камча́тский (лат. Rhododéndron camtscháticum) — кустарник, вид подрода Therorhodion, рода Рододендрон (Rhododendron), семейства Вересковые (Ericaceae).
В соответствии с рядом авторов, низкорослые арктические формы со столоновидными побегами, почти полностью погруженными в грунт, ранее классифицируемые как подвид Rhododendron camtschaticum subsp. glandulosum (Standl.) Hultén, выделены в самостоятельный вид Рододендрон железистый (Rhododendron glandulosum (Standl. ex Small) Millais).

## Ботаническое описание
Листопадный ветвистый кустарничек высотой до 30 (иногда до 50) cм, с шероховатыми от рубцов опавших листьев веточками. Молодые побеги покрыты длинными железистыми волосками. 

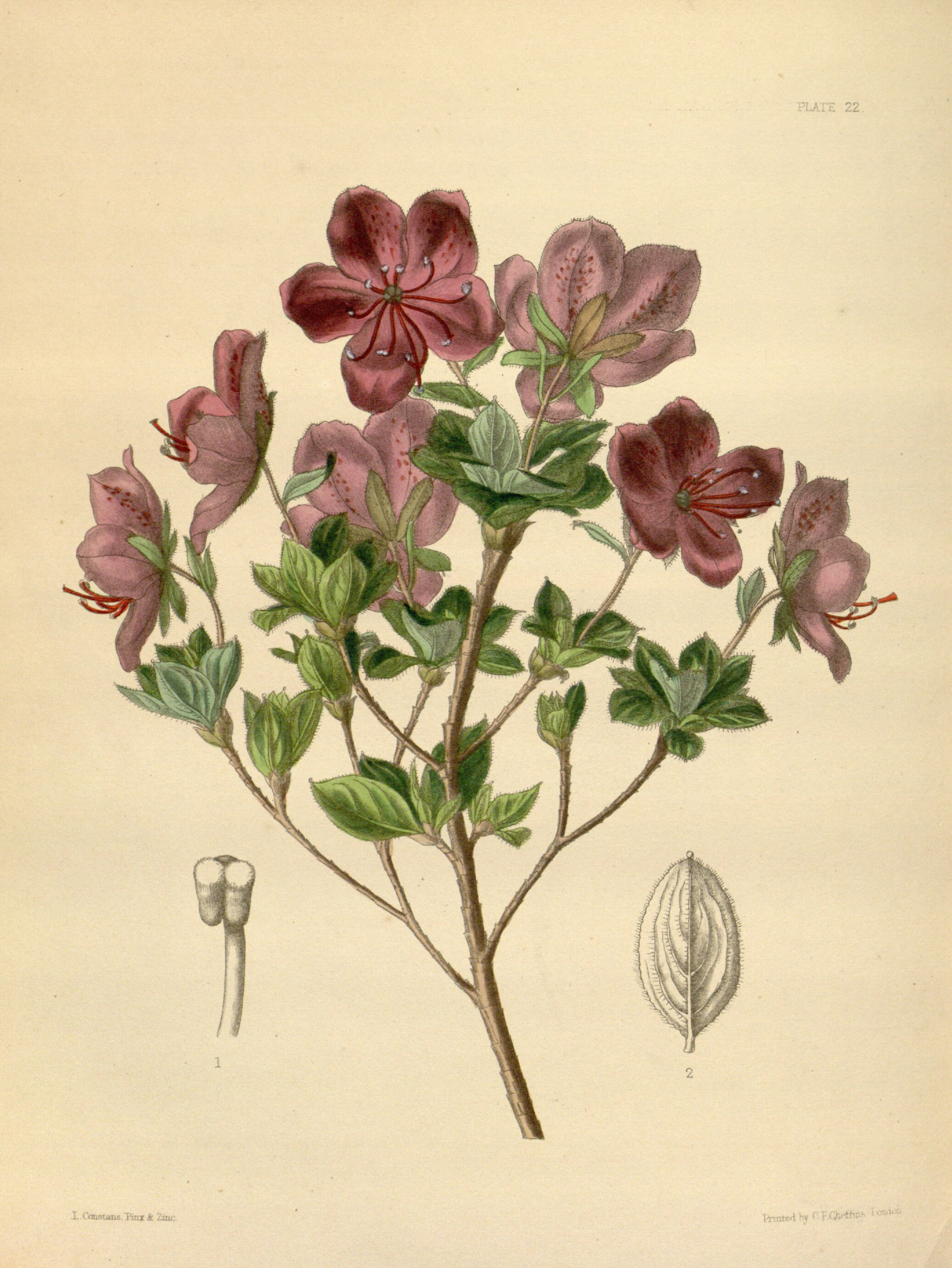
Rh. camtschaticum
Ботаническая иллюстрация, 1853 г.

Листья почти сидячие, на плодущих побегах собраны в густые розетки у основания этих побегов, обратнояйцевидные, длиной 12—22 мм; на бесплодных побегах, густо облиственных, листья лопатчато-обратнояйцевидные, суженные к основанию, длиной 2—4,5 см и шириной 1,0—2,5 см; все листья с 2—3 парами крупных жилок, с обеих сторон реснитчатые, край листа и жилки густо покрыты железистыми волосками.
Цветки по 1—3 на концах побегов, на цветоножках длиной 4—10 см или 1,5—4,5 см (в зависимости от подвида). Под цветками имеются листовидные железисто-реснитчатые прицветники. Чашечка с 5 продолговато-овальными, железисто-реснитчатыми долями, длиной 10—15 мм и шириной 3—6 мм. Венчик от 2,5 до 5 см в диаметре, пурпурный, с красновато-бурым крапом, колесовидный, глубоко рассечённый, с продолговато-яйцевидными долями длиной 1—2,5 см и около 1 см шириной, с очень короткой трубкой, снаружи опушённый, несколько зигоморфный. Тычинок 10, из них 5 нижних вдвое длиннее 5 верхних, нити их у основания мохнатые. Завязь мохнато-опушенная. Столбик длиннее тычинок.
Плод — яйцевидная коробочка.
Цветёт в мае — июле, одновременно с распусканием листьев или вслед за ним.
Число хромосом: 2n = 24.

## Распространение
В России произрастает в Хабаровском крае в северной части Сихотэ-Алиня, а также вдоль побережья севернее Де-Кастри и озера Кизи, по побережью Охотского моря, на Сахалине, Курильских островах (от Шикотана до Парамушира и Шумшу), на Камчатке, Командорских островах и Чукотке. Общее распространение: север Японии и Аляска.

## Экология
Растёт на гольцах, на скалистых склонах морского побережья; в кустарничковых и мохово-лишанниковых тундрах, в зарослях кедрового стланика, на гольцовых и подгольцовых лужайках; вне Арктики и Субарктики только в высокогорных тундрах.

## В культуре

В культуре известен с 1784 года. Можно размножать как семенами, так и делением. Очень подходит для альпинариев.
Выращивается в ГБС с 1965 г., саженцы его привезены из Риги и с острова Шикотан (Курильские острова). Высота растений около 0,35 см. Ежегодный прирост от 2,5 до 4,5 см. Единичные экземпляры рододендрона слабо цвели. Плоды не завязывались. Состояние растений лишь удовлетворительное. Осенью побеги одревесневали на 75—100 %. Зимостойкость II. На зиму растения укрывались листом. Пока в Москве не выявлены и не созданы оптимальные условия культуры рододендрона камчатского.
В условиях Нижегородской области относительно зимостоек. В суровые зимы подмерзают концы побегов и цветочные почки. Повреждается заморозками. Семена вызревают.
По данным дендрария «Арборетум Мюстиля» рододендрон камчатский можно выращивать практически по всей территории Финляндии. Лучше всего растение себя чувствует в прохладных местах, но при этом цветёт тем лучше, чем больше получает света.
В Латвии интродуцирован в 1968 году. Полностью зимостоек. Выращивается в Риге, Юрмале, Саласпилсе и других местах.
Выдерживает зимние понижения температуры до - 29... -32 °С.

## Классификация

### Таксономия
Rhododendron camtschaticum Pall., 1784, Fl. Ross. 1(1): 48.
Вид Рододендрон камчатский относится к подроду Therorhodion рода Рододендрон трибы Rhodoreae подсемейства Ericoideae семейства Вересковые (Ericaceae) порядка Верескоцветные (Ericales).

### Синонимы[12]
Гомотипные синонимы
- Azalea camtschatica (Pall.) Kuntze, 1891
- Chamaecistus camtschaticus (Pall.) Regel, 1874
- Rhodothamnus camtschaticus (Pall.) Peterm., 1841
- Therorhodion camtschaticus (Pall.) Small, 1914

#### Гетеротипные синонимы
- Therorhodion camtschaticum f. albiflorum Nakai, 1927